# Carolina van Nassau-Usingen
Carolina Polyxena van Nassau-Usingen, roepnaam Carolina, (Biebrich, 4 april 1762 - Rumpenheim, 17 augustus 1823) was een prinses uit het Huis Nassau-Usingen.

## Biografie

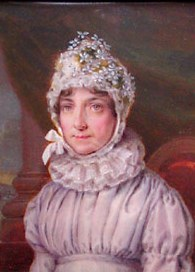
Caroline van Nassau-Usingen

Carolina was het tweede kind, en oudste dochter, van vorst Karel Willem van Nassau-Usingen en Carolina Felicitas van Leiningen-Heidesheim, dochter van graaf Christiaan Karel van Leiningen-Heidesheim en Catharina Polyxena van Solms-Rödelheim..
Carolina huwde te Biebrich op 2 december 1786 met landgraaf Frederik van Hessen-Kassel (Kassel, 11 september 1747 - Frankfurt am Main, 20 mei 1837).

Uit dit huwelijk werden de volgende kinderen geboren:
1. Willem (Biebrich, 24 december 1787 - Amalienborg, Kopenhagen 5 september 1867), was luitenant-generaal in het Deense leger en gouverneur van Kopenhagen. Hij huwde te Amalienborg, Kopenhagen op 10 november 1810 met prinses Louise Charlotte van Denemarken (Christiansborg, Kopenhagen, 30 oktober 1789 - Christiansborg, Kopenhagen, 28 maart 1864).
2. Karel Frederik (Maastricht, 8 maart 1789 - Rumpenheim, 10 september 1802).
3. Frederik Willem (Maastricht, 24 april 1790 - Rumpenheim, 25 oktober 1876), was generaal in de Pruisische en Hessische legers.
4. Lodewijk Karel (Biebrich, 12 november 1791 - Rumpenheim, 12 mei 1800).
5. George Karel (Maastricht, 14 januari 1793 - Frankfurt am Main, 4 maart 1881), was luitenant-generaal in het Pruisische leger en gouverneur van Maagdenburg.
6. Louise Carolina Maria Frederica (Maastricht, 9 april 1794 - Frankfurt am Main, 16 maart 1881), huwde te Gotha op 4 april 1833 met Georg Graf von der Decken (Oerichsheil, 23 november 1787 - Rumpenheim, 20 augustus 1859), generaal der Hannoverse cavalerie.
7. Maria Wilhelmina Frederica (Hanau, 21 januari 1796 - Neustrelitz, 30 december 1880), huwde te Kassel op 12 augustus 1817 met groothertog George van Mecklenburg-Strelitz (Hannover, 12 augustus 1779 - Schweizerhaus, bij Neustrelitz, 6 september 1860).
8. Augusta Wilhelmina Louise (Slot Rumpenstein, Kassel, 25 juli 1797 - St. James's Palace, Londen, 6 april 1889), gehuwd met Adolf van Cambridge, prins van Groot-Brittannië (Buckingham House, Londen, 24 februari 1774 - Cambridge House, Londen, 8 juli 1850).